# Henri Planchat
Henri Planchat (ur. 8 listopada 1823 w La Roche-sur-Yon (d. Bourbon-Vendée), zm. 26 maja 1871 w Paryżu) – francuski duchowny, męczennik, Błogosławiony Kościoła katolickiego. Zamordowany przez komunardów podczas Komuny Paryskiej.

## Życiorys
Urodził się 8 listopada 1823 w Bourbon-Vendée a obecnie La Roche-sur-Yon. Studiował teologię w Paryżu, gdzie poznał Jeana-Léona Le Prevosta, założyciela Zakonu Braci św Wincentego a Paulo. Święcenia kapłańskie przyjął 21 grudnia 1850. Trzy dni później wstąpił do nowego zgromadzenia wincentyńskiego i został wysłany do Włoch, aby ukończyć studia. Po powrocie do Francji, po pełnieniu posługi duszpasterskiej w różnych miastach francuskich, w 1863 został przeniesiony do Paryża, gdzie kontynuował pomoc duchową, poświęcając się opiece nad chorymi, żołnierzami walczącymi na polu bitwy, rodzinami i katechezie dzieci. 
Aresztowany 6 kwietnia 1871 i został rozstrzelany 26 maja tego samego roku w trakcie trwającej Komuny Paryskiej. W Kurii Kościelnej w Paryżu pierwszy proces informacyjny odbył się w dniach od 8 marca 1897 do 8 sierpnia 1900, podobnie jak dochodzenie diecezjalne w dniach od 29 października 2015 do 4 maja 2016. Kongregacja Spraw Kanonizacyjnych wydała dekret o ważności prawnej 27 października 2016. 
Po opracowaniu positio zostało ono w dniu 20 października 2020 przedłożone konsultantom historycznym do zaopiniowania. Następnie, zgodnie ze zwykłą procedurą dyskutowano, czy męczeństwo sług Bożych było prawdziwym męczeństwem. W dniu 11 maja 2021 Konsultorzy Teologiczni wydali pozytywną opinię. Kardynałowie i biskupi, zebrani na sesji zwyczajnej w dniu 19 października 2021, uznali, że Słudzy Boży zostali zabici za wierność Chrystusowi i Kościołowi. 
25 listopada 2021 został podpisany przez papieża Franciszka dekret uznający jego oraz Ladislas Radigue i 3 towarzyszy męczeństwo, co otwiera drogę do ich wspólnej beatyfikacji.
22 kwietnia 2023 podczas eucharystii w kościele św. Sulpicjusza w Paryżu miał miejsce uroczysty obrzęd, podczas którego kard. Marcello Semeraro w imieniu papieża Franciszka beatyfikował Henriego Planchatai 4 innych męczenników wpisując ich w poczet błogosławionych Kościoła katolickiegoi.
Jego wspomnienie liturgiczne obchodzone jest 26 maja.